# Montañas Wichita
Las montañas Wichita están localizadas en el sudoeste del estado de Oklahoma, en los Estados Unidos. Es el sistema de alivio principal en el Aulacogen del sur de Oklahoma, siendo el resultado de una fractura continental fallida. Las montañas son una serie de promontorios rocosos con tendencia noroeste-sureste, muchos coronados por granito de 500 millones de años. Estos fueron expuestos y redondeados por la intemperie durante los períodos Pensilvano & Pérmico. El extremo este de las montañas ofrece 305 m de relieve topográfico en una región que de otro modo estaría dominada por pastizales suavemente ondulados.
Las montañas albergan numerosos ranchos de trabajo y operaciones de canteras, el reformatorio estatal, casas recreativas y campamentos y parques pintorescos. Fort Sill, sede de la Escuela de Artillería de Campaña del Ejército de EE. UU., ocupa una gran parte del extremo sureste de las montañas.

## Recreación

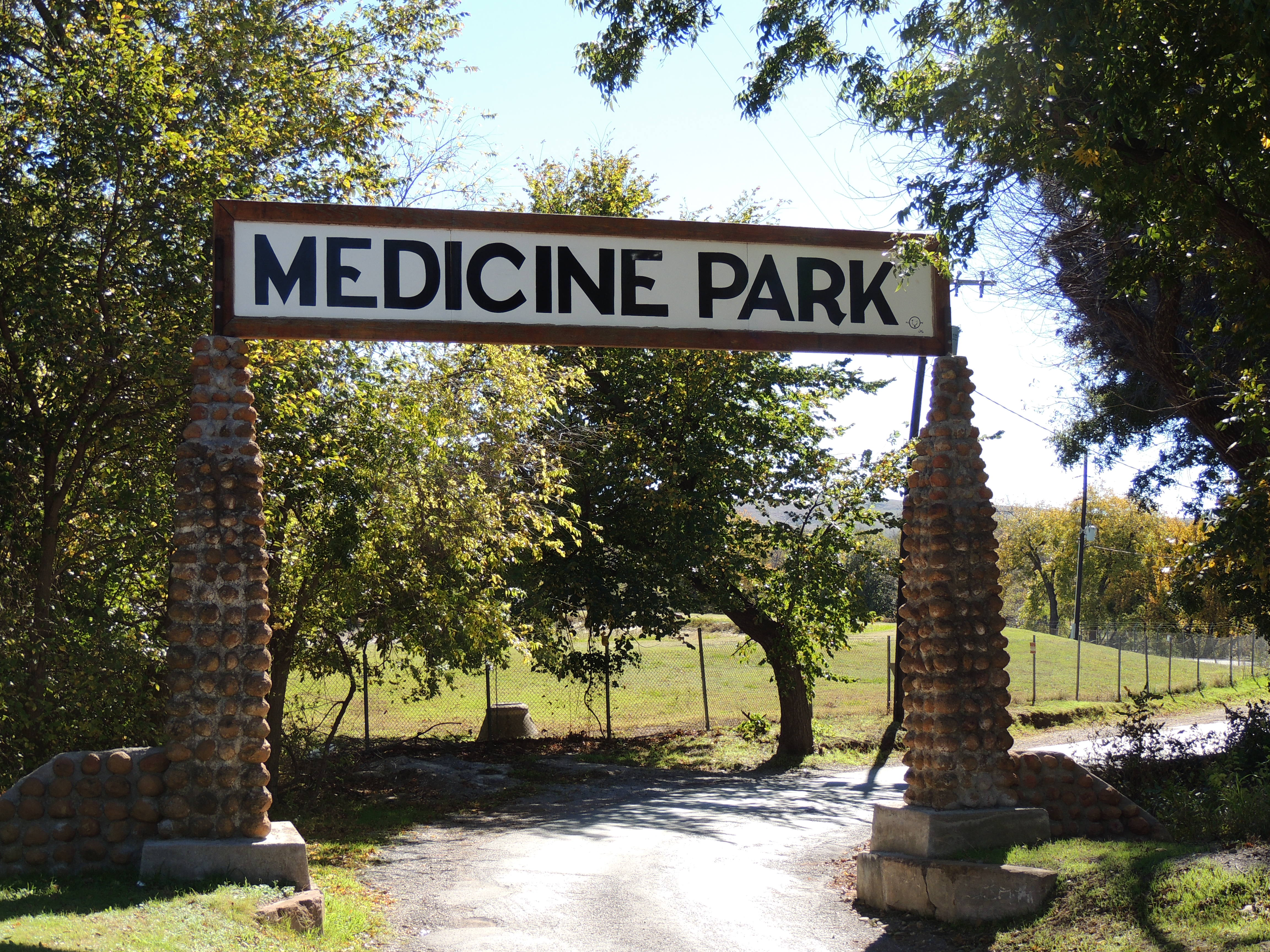
Arcos de adoquines que adornan los paisajes de Medicine Park y las Montañas Wichita.

El Refugio Nacional de Vida Silvestre de las Montañas de Wichita, uno de los favoritos de los excursionistas y escaladores de la región, se encuentra junto a Cache, Medicine Park, Indiahoma y el histórico Meers, y está a poca distancia en auto de Lawton y Walters . Bisontes, alces y ciervos están protegidos en los 59 020 acres (23 884,6 ha) refugio de vida silvestre. El refugio también maneja una manada de ganado de cuernos largos. Una carretera panorámica que atraviesa el parque permite disfrutar de una vista tranquila de esta y otra fauna.
Campin al aire libre está disponible en el área de Charon Gardens Wilderness. El parque alberga una pequeña cantidad de populares lagos de pesca. Hay numerosos senderos para senderismo. El sitio de Treasure Lake Job Corps se encuentra aquí. Otros puntos de interés son el centro de visitantes del refugio, la Ciudad Santa de las Wichitas, el lago y presa Quanah Parker, el lago Jed Johnson y el lago Lawtonka .
El Great Plains State Park está localizado cerca del centro geográfico de las Montañas Wichita, y alnorte de la ciudad de Mountain Park.
Quartz Mountain Nature Park y Centro de Artes es una área de recreación digna de mención localizada al norte de la ciudad de Altus.

## Geografía
Con 751 m, el Mount Scott es la segunda montaña más alta dentro del límite del Refugio Nacional de Vida Silvestre de las Montañas Wichita. El Monte Pinchot en el área de uso especial mide 4 m. más. Un camino pavimentado conduce a la cima del monte Scott, que ofrece una vista impresionante de los promontorios de granito al oeste, el parque eólico en Slick Hills al norte, los lagos al sur y al este, Fort Sill y Lawton . El pico más alto de las montañas de Wichita (incluidas las áreas fuera del refugio) es Haley Peak, con 756 m. Haley Peak está ubicado en una propiedad privada a las afueras de la esquina noroeste del refugio.

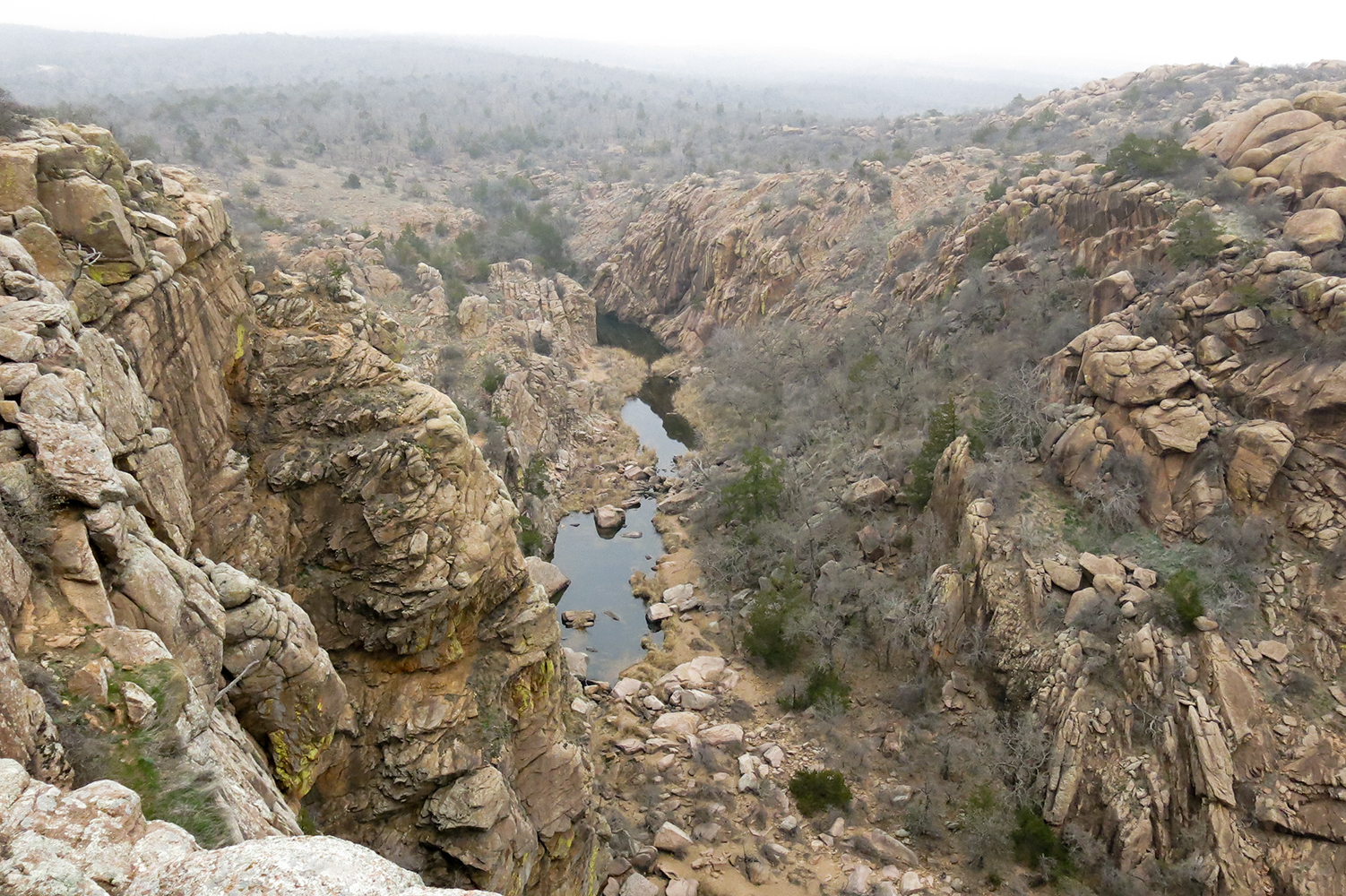
Estrecho de Las montañas Wichita

## Historia
Cuando el área era parte de las reservas indias y por tanto, estaba fuera de los límites de los no nativo-americano, las montañas Wichita las eran un supuesto lugar que contenía ricos depósitos de oro. Cuándo el área se abrió por primera vez para poblamiento, muchos buscadores reclamaron derechos mineros, y se trazaron pueblos para atender las presuntas bonanzas, pero no se encontraron depósitos económicos. La fiebre del oro se prolongó por algún ensayadores sin escrúpulos que encontraban oro en cada lugar, pero los mineros finalmente se rindieron, dejando ciudades fantasma como Wildman, Oklahoma.

## Geología

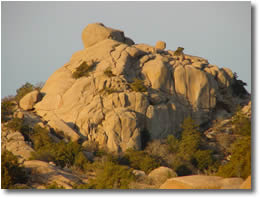
Perilla de granito en las montañas Wichita.

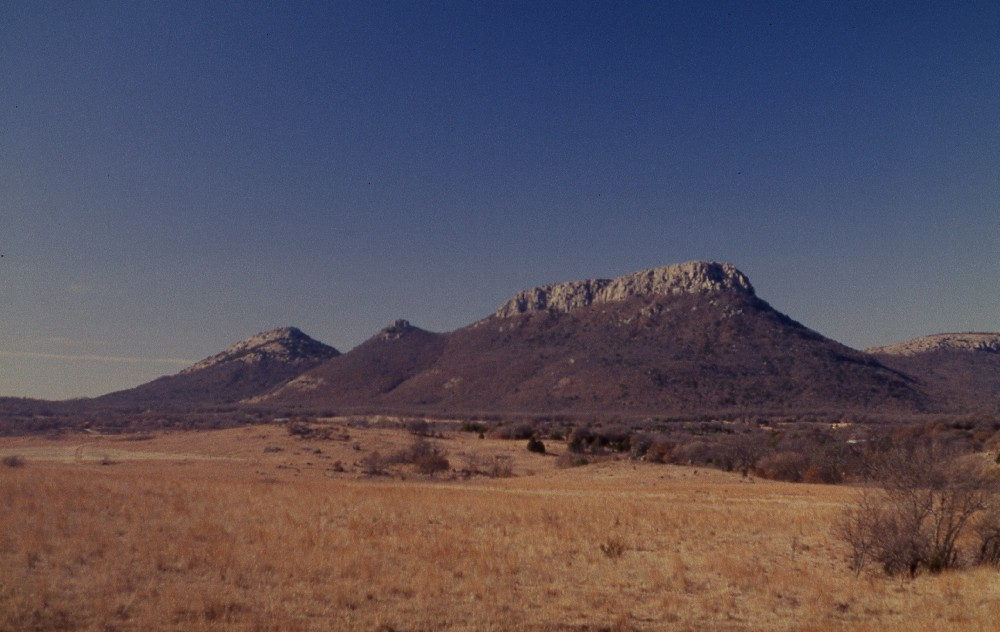
Gabro superpuesto de granito - una vista del Monte Sheridan desde el nordeste

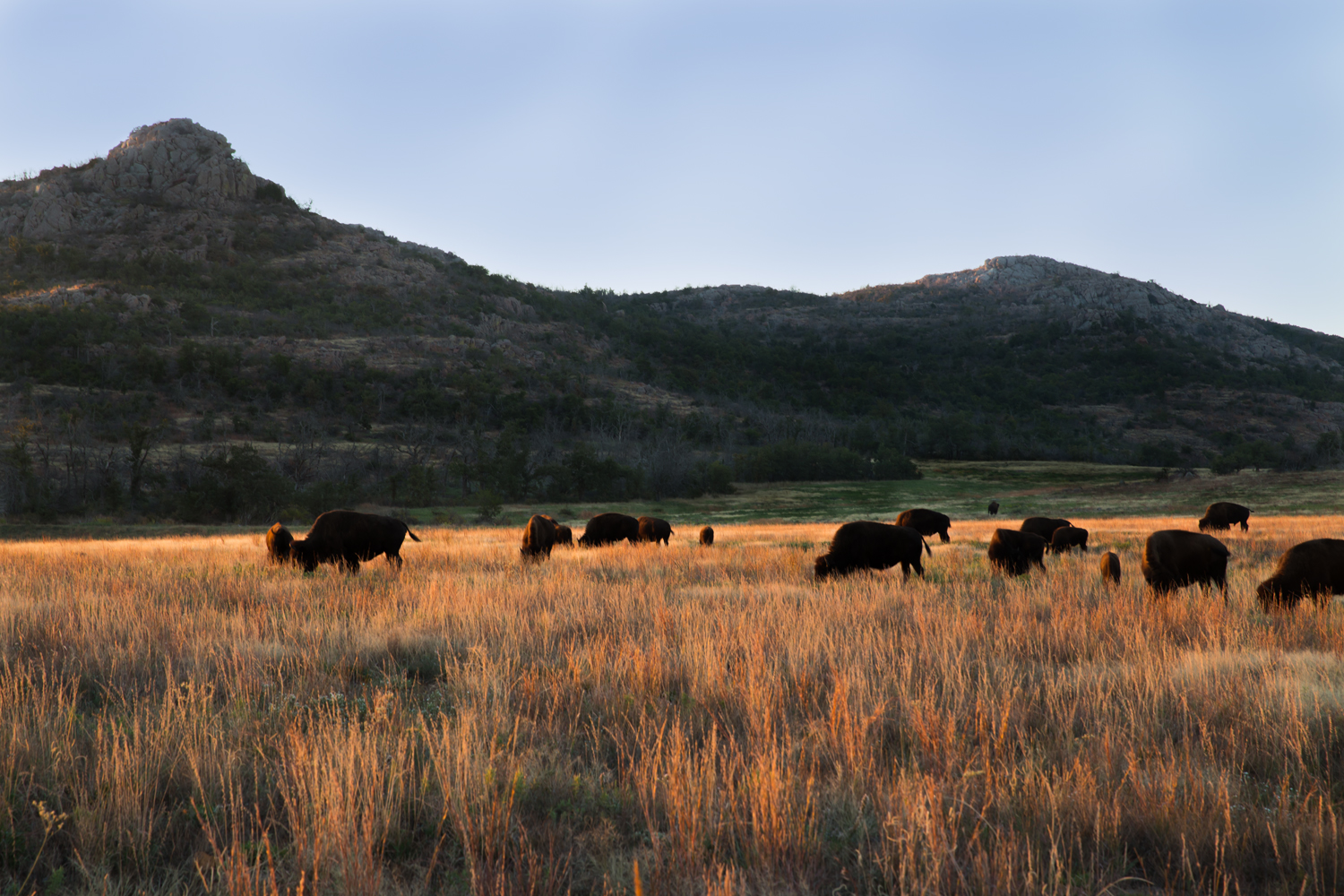
Bisonte americano.

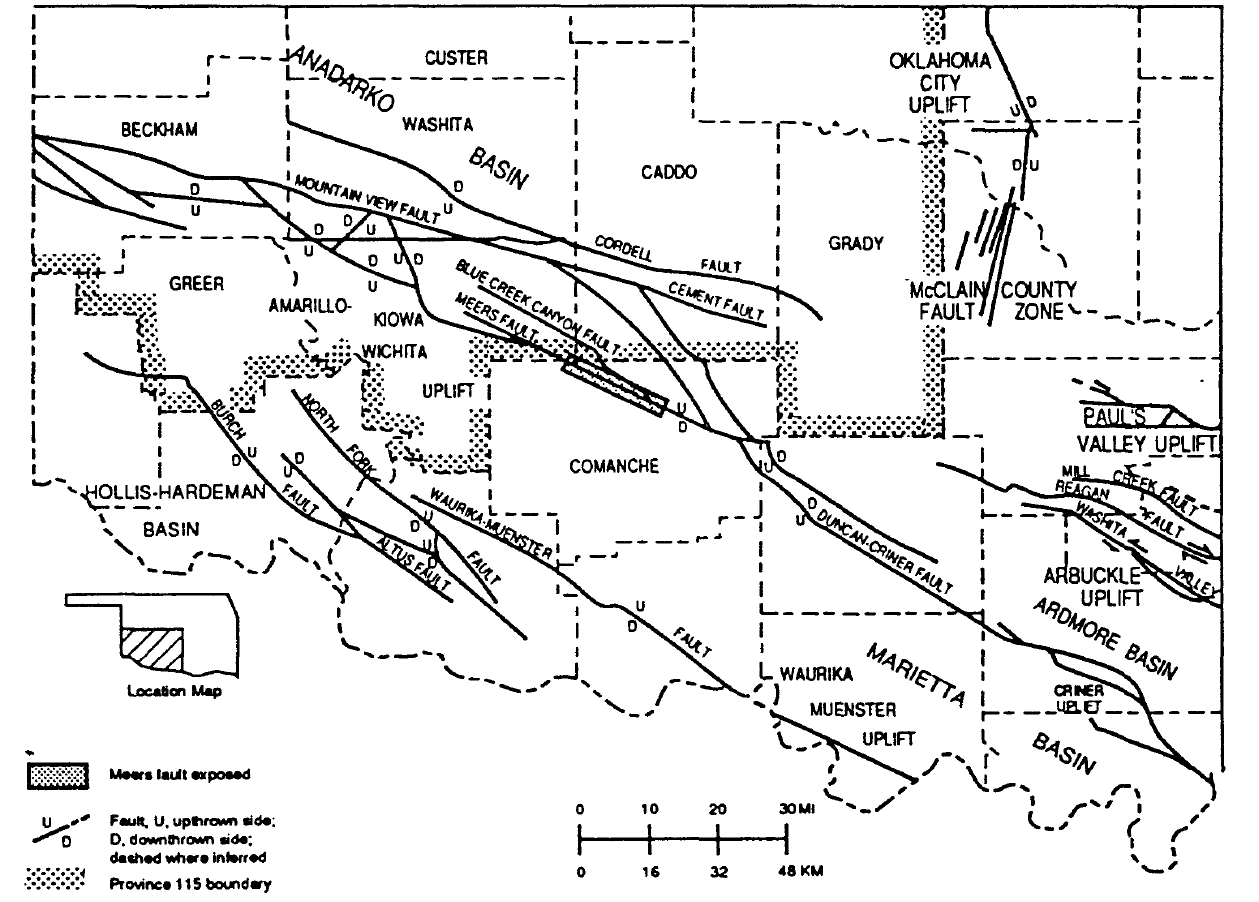
Mapa de fallas de elevaciones de Wichita.

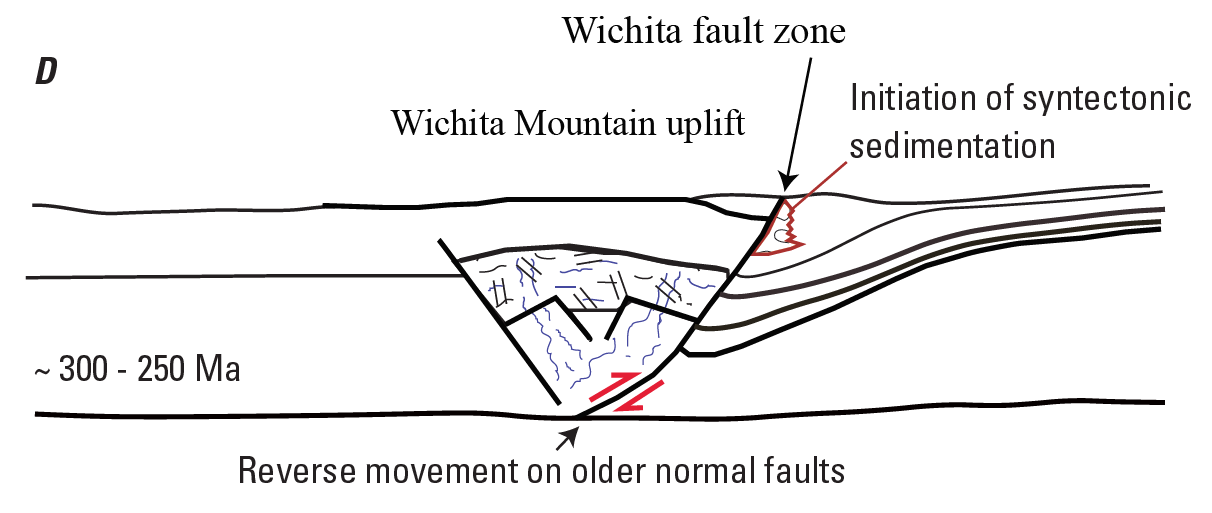
Sección transversal de la falla del levantamiento de Wichita, con la Cuenca Anadarko a la derecha de la zona de fallas.

### Visión general
En términos más simples, las montañas de Wichita son promontorios rocosos y colinas redondeadas hechas de rocas ígneas rojas y negras, rocas sedimentarias de colores claros y conglomerados de rocas. Las montañas de Wichita se formaron en cuatro episodios geológicos distintos después de una falla continental fallida.
1. El magmatismo inducido por el rifting continental justo antes y en el Período Cámbrico produjo granitos y riolitas (las rocas rojas), rocas gabroicas, anortositas y diabasas (las rocas negras).
2. El hundimiento resultó en el entierro por areniscas y carbonatos (las rocas de color claro) durante el Paleozoico temprano.
3. El levantamiento durante la Orogenia Ouachita de Pensilvania trajo estas rocas a la superficie como montañas.
4. La meteorización y la erosión durante el Período Pérmico aplanaron las montañas y produjeron un manto de conglomerados .

Las montañas en sí son accidentes geográficos del Pérmico cubiertos y preservados por sedimentos fluviales en el Pérmico y parcialmente excavados solo en tiempos geológicos recientes. La exposición de estas montañas fósiles es mayor hacia el sureste; gran parte de la parte occidental de la cordillera Pérmica permanece enterrada bajo areniscas y lutitas .

### Detalles
La historia geológica de la región comenzó con la deposición de areniscas del Precámbrico tardío al Cámbrico temprano conocidas colectivamente como el grupo metasedimentario de Tillman. Estos sedimentos fueron invadidos por un complejo de capas máficas gruesas cuando la región comenzó a romperse durante la desintegración del continente neoproterozoico, Pannotia . La parte expuesta de esta unidad, denominada Glen Mountains Layered Complex, consta de gabro, anortosita y troctolita. La datación reciente de alta precisión arroja una edad de 532,49 ± 0,15 Ma. Estas son las rocas de color gris oscuro que se encuentran a lo largo de las Montañas Raggedy, la región central de las tierras bajas del refugio de vida silvestre, y al norte inmediato del refugio.
Siguieron el levantamiento y la erosión, ya que el complejo en capas está superpuesto de manera discordante por los extensos flujos de lava del Grupo Carlton Rhyolite. Las riolitas son una roca porfirítica de color marrón rojizo a naranja con 5-10 mm Cristales de feldespato alcalino de color naranja. La mayoría de las colinas redondeadas de Fort Sill están hechas de esta riolita, incluidas Medicine Bluffs. La exposición adicional de la riolita se encuentra en Blue Creek Canyon, donde la autopista 58 de Oklahoma atraviesa Slick Hills. Las intrusiones tabulares de granito y plutones de gabro hidratado explotaron el límite entre el complejo estratificado y las riolitas. Los granitos, denominados colectivamente Wichita Granite Group, varían ligeramente en composición y textura. Los granitos forman los picos y las tierras altas en las Wichitas orientales y los picos aislados de las Wichitas occidentales. Algunos son equigranulares, pero la mayoría son porfídicos .
El granito de Mount Scott es el granito de Wichita más expuesto. Forma el rasgo topográfico del que toma su nombre y se distribuye por la mitad norte del refugio de vida silvestre. Los feldespatos alcalinos oscuros y redondeados, típicamente de un centímetro o menos de diámetro, dominan la textura porfídica de esta roca. Los niveles de SiO2 en este granito oscilan entre el 72,8% y el 75,8%.
Los plutones relativamente pequeños y de composición distinta, conocidos como Roosevelt Gabbros, se encuentran en las montañas del este y centro de Wichita. Al igual que el complejo de capas, estas son rocas oscuras. A diferencia del complejo en capas, contienen cantidades apreciables de biotita, un mineral que se forma en magmas con agua disuelta elevada. Uno de estos cuerpos, el monte Sheridan Gabbro, está expuesto en los cortes de carreteras en Meers y subyace al granito del monte Scott en el lado norte del refugio de vida silvestre. Los suelos gabroicos erosionados son más gruesos y soportan más vegetación que los generados en el granito erosionado, por lo que la línea de árboles en el lado norte del monte Sheridan se aproxima al contacto entre el monte Sheridan Gabro y el granito del monte Scott. Las relaciones geológicas sugieren que los granitos y gabbros se entrometieron a profundidades no mayores de medio kilómetro en la corteza. Se produjo un levantamiento menor y el magmatismo concluyó con el emplazamiento intrusivo de características subvolcánicas: diques de riolita y diabasa. Estos están poco expuestos, con la excepción de un gran dique de diabasa en Mount Scott Granite revelado durante el reciente ensanchamiento de la Carretera Estatal 49 de Oklahoma, justo al oeste de la Interestatal 44.
Tras el cese del magmatismo, la región se hundió y fue inundada por un mar poco profundo, lo que provocó la deposición de sedimentos detríticos seguidos de carbonatos. El cambio marca la expresión local de la inconformidad de Sauk. Las rocas de color claro expuestas en Slick Hills son sedimentos marinos del Paleozoico inferior y son equivalentes a las expuestas en las Montañas Arbuckle, 100 km al este.
Durante el período de Pensilvania (hace 330–290 millones de años), la región estuvo sujeta a una intensa presión durante la colisión continental u orogenia que produjo las montañas Ouachita al este. Esto resultó en fallas y golpes de plegado a lo largo de una dirección WNW e incluye las montañas Arbuckle y Wichita del sur de Oklahoma y el Levantamiento de Amarillo del Panhandle de Texas . Hasta 20 000 pies (6096,0 m) de levantamiento local ocurrió durante este tiempo.
Este levantamiento creó montañas escarpadas reducidas por la erosión a su estado actual en gran parte durante los períodos Pennsylvanian y Pérmico . La meteorización extensa produjo los tors de la región de Charon Gardens y el "río" de cantos rodados que desciende por la ladera oeste del Monte Scott. Del mismo modo, la intemperie produjo rocas del tamaño de una bola de boliche en el conglomerado Permian Post Oak que se encuentra localmente en y alrededor de las montañas. Además de los afloramientos del conglomerado, los cantos rodados se conservan en los distintivos edificios rocosos de Medicine Park . A medida que avanzaba el Pérmico, los sedimentos del río enterraron las montañas de Wichita, preservándolas de una mayor erosión. La erosión geológica reciente ha eliminado estos sedimentos, excavando estos accidentes geográficos una vez enterrados.
El suelo más común en las montañas de Wichita es la serie Brico, que tiene una capa superficial de marga adoquinada marrón sobre un suelo franco arcilloso o arcilloso de color marrón rojizo a rojo empedrado.